# کارلوس ملندس
کارلوس ملندس (انگلیسی: Carlos Meléndez؛ زادهٔ ۸ دسامبر ۱۹۹۷) بازیکن فوتبال اهل هندوراس است.
وی همچنین در تیم‌های ملی فوتبال زیر ۲۳ سال هندوراس و هندوراس بازی کرده است.